# Puerto Rico i olympiska vinterspelen 1998
Puerto Rico deltog i olympiska vinterspelen 1998. Puerto Ricos trupp bestod av sex män.

## Resultat

### Alpin skidåkning
- Slalom herrar
  - William Schenker - 31

### Bob
- Två-manna
  - John Amabile och Joseph Keosseian*

- Fyra-manna
  - Liston Bochette, Jorge Bonnet, José Ferrer och Joseph Keosseian*

*Inget av lagen avslutade tävlingarna.